# Johann Georg Müller (évêque)
Pour les articles homonymes, voir Müller.
Johann Georg Müller (né le 15 octobre 1798 à Coblence, mort le 19 janvier 1870 à Münster) est évêque de Münster de 1847 à sa mort.

## Biographie
Venant d'une famille de juristes, il étudie de 1817 à 1821 la théologie catholique, l'histoire de l'art et les langues orientales au séminaire de Trèves puis dans les universités de Wurtzbourg et de Bonn.
Après son ordination en 1821 à Cologne, il est d'abord chapelain auprès de Joseph von Hommer (de), évêque de Trèves, à Ehrenbreitstein. En 1825, Müller reçoit un doctorat honoris causa de la faculté de théologie de l'université de Vienne. En 1826, il fait ensuite d'autres études à Vienne, Berlin et Munich, où il obtient son diplôme en 1827. En 1830, il est professeur d'histoire de l'Église et de droit canonique au séminaire de Trèves. Il devient en 1836 chanoine et prédicateur, vicaire général en 1842 et en 1844 évêque auxiliaire de Trèves et titulaire de Thaumacus (de). Il reçoit la consécration épiscopale le 12 janvier 1845 des mains de l'évêque de Trèves Wilhelm Arnoldi (de), assisté de Johannes Theodor Laurent, vicaire apostolique de Germanie septentrionale. Intéressé par l'art et la préservation historique, il fait l'acquisition d'œuvres d'art.
En 1847, il devient évêque de Münster. Il fonde le Collège Augustinianum de Gaesdonck (de), Collegium Ludgerianum (de) et le Collège Borromée de Münster (de), et fait l'acquisition de la bibliothèque musicale de Fortunato Santini. Dans la cathédrale de Münster, il empêche la démolition du jubé, ce qui aura lieu après sa mort.
Du 18 mai 1848 au 7 août 1848, il est représentant du 20e Wahlkreis de la province de Westphalie, membre indépendant du Parlement de Francfort.
Puis il participe à la conférence épiscopale de Wurtzbourg du 21 octobre 1848 au 16 novembre 1848.